# Самооценка

Оценка своих собственных качеств может не соответствовать действительности.

Самооце́нка —  субъективная оценка индивидом самого себя. Оценивание собственных действий, качеств, чувств и достоинств. Самооценка входит в «Я» человека.

## Функции
Функции самооценки:
- Регуляторная — обеспечивает принятие личностью задач и выбора решений.
- Защитная — обеспечение относительной стабильности личности и её независимости.
- Развивающая — стимулирует личность к развитию и совершенствованию.
- Отражающая (или сигнальная) — отображает реальное отношение человека к себе, своим поступкам и действиям, а также позволяет оценить адекватность своих действий.
- Эмоциональная — позволяет человеку ощущать удовлетворённость собственной личностью, своими качествами и характеристиками.
- Адаптационная — помогает человеку приспосабливаться к социуму и окружающему миру.
- Прогностическая — регулирует активность человека в начале выполнения деятельности.
- Корригирующая — обеспечивает контроль в процессе выполнения деятельности.
- Ретроспективная — обеспечивает возможность оценки человеком своего поведения и деятельности на заключительном этапе её выполнения.
- Мотивирующая — побуждает человека действовать для получения одобрения и позитивных самооценочных реакций (удовлетворённости собой, развития самоуважения и гордости).
- Терминальная — заставляет человека остановиться (прекратить деятельность), если его действия и поступки способствуют появлению самокритики и недовольства собой.

Значительную роль в формировании самооценки играют оценки окружающих и достижения индивида.
В теории, самооценка — это оценивание человеком самого себя.
Самосознание — не только познание себя, но и известное отношение к себе: к своим качествам и состояниям, возможностям, физическим и духовным силам, то есть самооценка.
Человек как личность — самооценивающее существо. Люди могут оценивать себя, свои поступки и действия. Без самооценки трудно и даже невозможно самоопределиться в жизни. Верная самооценка предполагает критическое отношение к себе, постоянное примеривание своих возможностей к предъявляемым жизнью требованиям, умение самостоятельно ставить перед собой осуществимые цели, строго оценивать течение своей мысли и её результаты, подвергать тщательной проверке выдвигаемые догадки, вдумчиво взвешивать все доводы «за» и «против», отказываться от неоправдавшихся гипотез и версий.
Верная самооценка поддерживает достоинство человека и дает ему нравственное удовлетворение и не только. Адекватное или неадекватное отношение к себе ведёт либо к гармоничности духа, обеспечивающей разумную уверенность в себе, либо к постоянному конфликту, порой доводящему человека до невротического состояния.

## Уровни самооценки
В психологии самооценка бывает устойчивая и неустойчивая.

## Внимание окружающих
По мнению американского писателя Роберта Грина, самооценка в значительной степени зависит от внимания, получаемого со стороны других. Грин отмечает, что ради того, чтобы добиться внимания окружающих, люди готовы практически на всё, вплоть до преступления или самоубийства. Он также утверждает, что в основе почти каждого поступка лежит потребность в чужом внимании.